# Hans Koberstein
Hans Koberstein (* 3. Juni 1864 in Schulpforta, Provinz Sachsen; † 24. Januar 1945 in Berlin) war ein deutscher Historien- und Dekorationsmaler, Grafiker und Kunstgewerbler.

## Leben

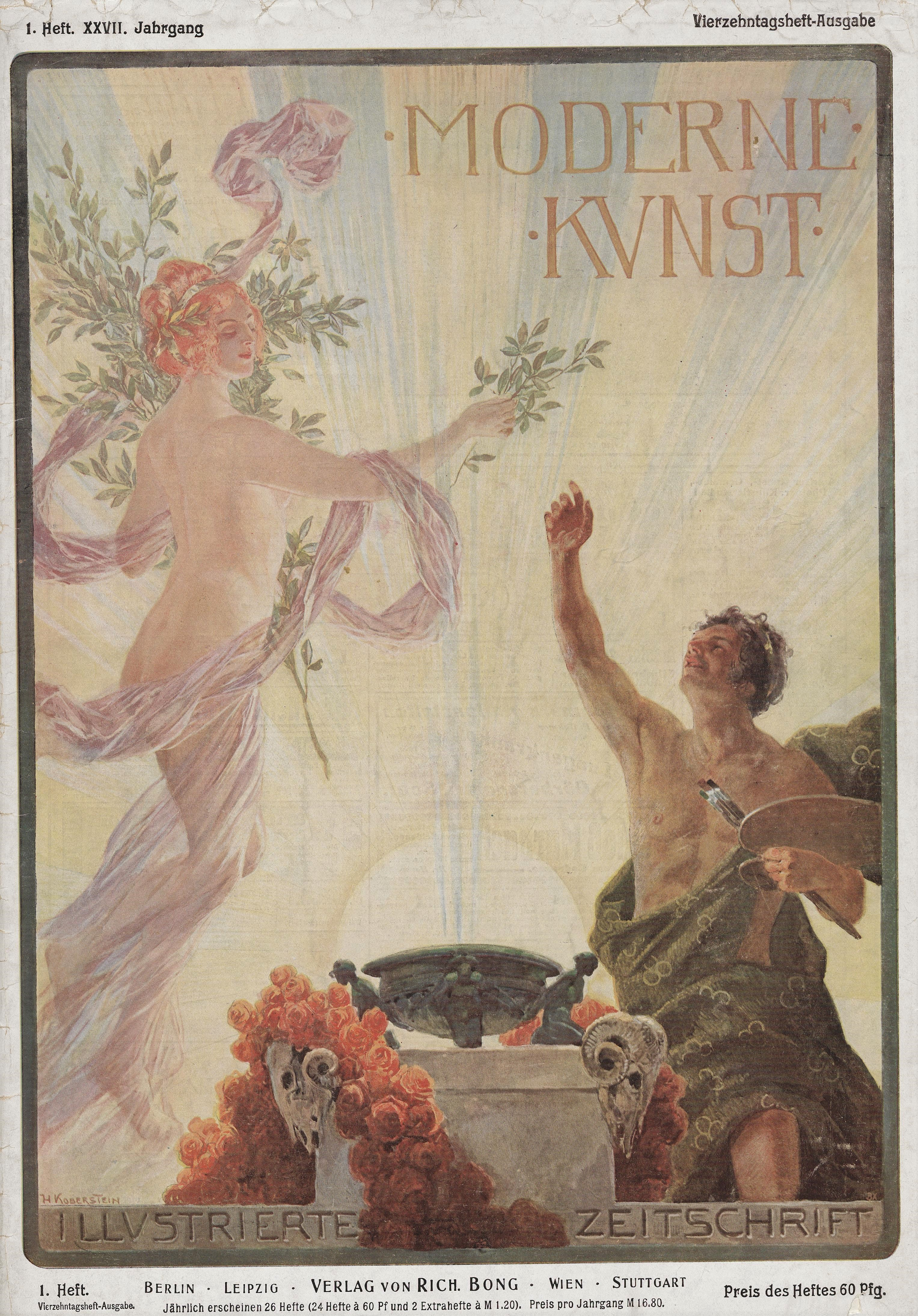
Titelblatt der Zeitschrift Moderne Kunst (Jahrgang 1912, Heft 1)

Koberstein war ein Sohn des königlich sächsischen Hofschauspielers Karl Ferdinand Koberstein aus dessen Ehe mit Bertha Lessing, einer Tochter des Historienmalers Carl Friedrich Lessing. Von 1882 bis 1885 studierte er an der Dresdner Kunstakademie. 1886 wechselte er in das Bildhauer-Atelier seines Onkels Otto Lessing in Berlin. Parallel besuchte er die Unterrichtsanstalt des Kunstgewerbemuseums Berlin. 1886/1887 half er seinem Onkel bei der Ausstattung des Erbprinzlichen Palais in Dessau sowie der Kuppelhalle des Landes-Ausstellungspalastes in Berlin. Koberstein würdigte die Verdienste von Otto Lessing um seine Ausbildung in einer 1944 niedergeschriebenen „biographischen Skizze“, die der Autor Jörg Kuhn in Vorbereitung seiner 1994 fertiggestellten Werkmonografie zu Lessing transkribierte, wissenschaftlich auswertete und veröffentlichte.
1887 leistete Koberstein seinen Militärdienst als Einjährig-Freiwilliger ab. 1889 wurde er Mitglied im Verein Berliner Künstler, dem er bis 1939 angehörte. Ferner trat er dem Kunstgewerbe-Verein und der Allgemeinen Deutschen Kunstgenossenschaft bei. Seit 1890 wirkte er als selbstständiger Dekorationsmaler und Grafiker in Berlin. Dort war an der malerischen Ausstattung des Preußischen Abgeordnetenhauses und des Preußischen Herrenhauses (1899, zerstört) sowie des Kaiser-Friedrich-Museums (1901, zerstört), des Schauspielhauses Berlin (1905/1906) und des Verkehr- und Bau-Museums (Wandbild Allegorie der Industrie, 1906, zerstört) beteiligt, außerdem an den Arbeiten für das Landratsamt in Meseritz (1906) und die Volksbücherei in Görlitz (1909). Darüber hinaus schuf er Exlibris, Buch-Illustrationen, Gelegenheitsgrafiken, Wand- und Deckengemälde allegorischen oder historischen Inhalts sowie kleinformatige Genrebilder im Sinne des naturalistischen Neobarock und des Jugendstils.
Koberstein war verheiratet mit Gisela Riegel, einer Tochter des Mediziners Franz Riegel und dessen Ehefrau Clothilde Riegel geb. Schwarzmann.